# La notte in cui spuntò la luna dal monte
La notte in cui spuntò la luna dal monte è un romanzo autobiografico di Luca Bonaffini, pubblicato nel giugno 2013, e uno spettacolo di teatro canzone, diretto e interpretato dallo stesso Bonaffini, in ricordo di Pierangelo Bertoli.

## Trama
La notte tra il 6 e il 7 gennaio 1991, il cantautore italiano Pierangelo Bertoli scrive la parte in lingua italiana di un brano dei Tazenda, intitolato originariamente "Disamparados". Luca Bonaffini, suo collaboratore fisso all'inizio degli anni '90, racconta in meno di cento pagine, del miracolo che può fare l'ispirazione quando un grande artista, incontra e decide di portare a termine una grande canzone. Una notte infinitamente lunga, ma breve al tempo stesso, che farà sì che quella canzone (intitolata Spunta la luna dal monte) diventi il singolo più popolare dell'artista emiliano e, al contempo, uno schiaffo per il Festival di Sanremo, costretto ad accettare il suo storico rientro sul palcoscenico, non previsto dalla "scaletta", ma voluto dall'applauso interminabile del pubblico presente in sala.

## Edizioni
- Luca Bonaffini, La notte in cui spuntò la luna dal monte, 2013. Edito da PresentArtSì, collana Narrativa, prefazione a cura di Luca Cremonesi, ISBN 88-97730-13-2.
- Luca Bonaffini, La notte in cui spuntò la luna dal monte, 2015. Edito da Gilgamesh Editrice, fuori collana, e-book, ISBN 978-88-6867-130-3.

## Lo spettacolo
In forma di reading teatrale e musicale, Bonaffini ha riproposto il libro "live", interpretando grandi successi di Bertoli e canzoni meno note, tracciando - tra le linee biografiche - il percorso di poesia sociale che ha contraddistinto il cantautore sassolese. Un vero e proprio spettacolo di teatro canzone, tra monologhi e letture, ma soprattutto tante ballate evocative degli anni 70 tra canzone politica e musica d'autore.